# Cnemaspis
Cnemaspis este un gen de șopârle din familia Gekkonidae.

## Galerie

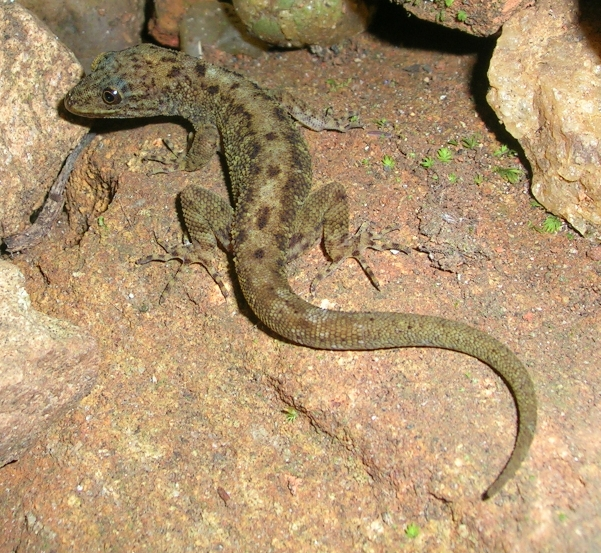
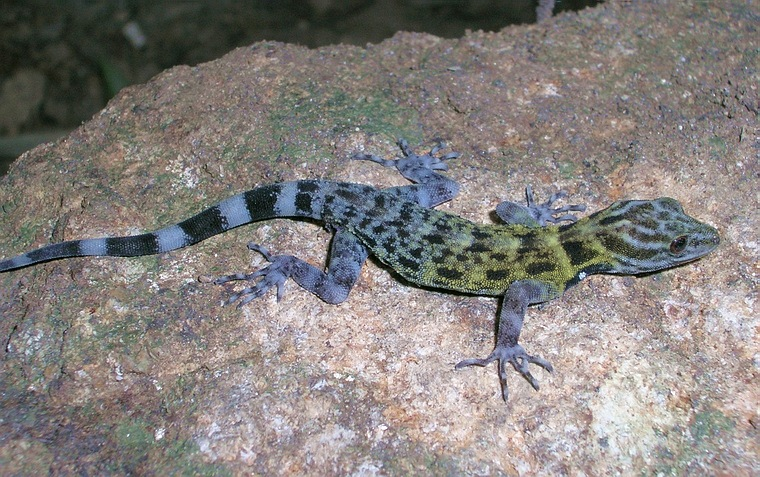

## Specii[1]
- Cnemaspis affinis
- Cnemaspis africana
- Cnemaspis alantika
- Cnemaspis alwisi
- Cnemaspis anaikattiensis
- Cnemaspis argus
- Cnemaspis assamensis
- Cnemaspis barbouri
- Cnemaspis baueri
- Cnemaspis beddomei
- Cnemaspis boiei
- Cnemaspis boulengerii
- Cnemaspis chanthaburiensis
- Cnemaspis dezwaani
- Cnemaspis dickersoni
- Cnemaspis dilepis
- Cnemaspis dringi
- Cnemaspis flavolineata
- Cnemaspis gigas
- Cnemaspis goaensis
- Cnemaspis heteropholis
- Cnemaspis indica
- Cnemaspis indraneildasii
- Cnemaspis jacobsoni
- Cnemaspis jerdonii
- Cnemaspis kandiana
- Cnemaspis kendallii
- Cnemaspis koehleri
- Cnemaspis kumarasinghei
- Cnemaspis kumpoli
- Cnemaspis limi
- Cnemaspis littoralis
- Cnemaspis modiglianii
- Cnemaspis molligodai
- Cnemaspis nairi
- Cnemaspis nigridia
- Cnemaspis occidentalis
- Cnemaspis ornata
- Cnemaspis otai
- Cnemaspis permanggilensis
- Cnemaspis petrodroma
- Cnemaspis phuketensis
- Cnemaspis podihuna
- Cnemaspis quattuorseriata
- Cnemaspis ranwellai
- Cnemaspis retigalensis
- Cnemaspis samanalensis
- Cnemaspis scalpensis
- Cnemaspis siamensis
- Cnemaspis sisparensis
- Cnemaspis spinicollis
- Cnemaspis timoriensis
- Cnemaspis tropidogaster
- Cnemaspis uzungwae
- Cnemaspis whittenorum
- Cnemaspis wynadensis
- Cnemaspis yercaudensis